# 勞氏皺牙脂鯉
勞氏皺牙脂鯉，為輻鰭魚綱脂鯉目脂鯉亞目上口脂鯉科的其中一個種，分布於南美洲玻利維亞Tijamuchi 與 Mamore 河流域，體長可達30公分，棲息在植被生長茂盛水域，生活習性不明。